# NK Zreče
Nogometni klub Zreče (tiếng Việt: Câu lạc bộ bóng đá Zreče), thường hay gọi NK Zreče hoặc đơn giản Zreče, là một câu lạc bộ bóng đá Slovenia, thi đấu ở thị trấn Zreče. Câu lạc bộ được thành lập năm 1961.

## Danh hiệu
- Giải bóng đá hạng tư quốc gia Slovenia: 4

1994–95, 2002–03, 2008–09, 2016–17
- MNZ Celje Cup: 1

2008–09

## Lịch sử giải đấu kể từ năm 1992
| Mùa giải  | Giải đấu                  | Vị thứ |
| --------- | ------------------------- | ------ |
| 1992–93   | MNZ Celje (cấp độ 4)      | thứ 3  |
| 1993–94   | MNZ Celje (cấp độ 4)      | thứ 2  |
| 1994–95   | MNZ Celje (cấp độ 4)      | thứ 1  |
| 1995–96   | 3. SNL – Đông             | thứ 8  |
| 1996–97   | 3. SNL - Đông             | thứ 7  |
| 1997–98   | 3. SNL - Đông             | thứ 9  |
| 1998–99   | 3. SNL – Bắc              | thứ 4  |
| 1999–2000 | 3. SNL – Bắc              | thứ 3  |
| 2000–01   | 3. SNL – Bắc              | thứ 7  |
| 2001–02   | 3. SNL – Bắc              | thứ 12 |
| 2002–03   | MNZ Celje (cấp độ 4)      | thứ 1  |
| 2003–04   | 3. SNL – Bắc              | thứ 11 |
| 2004–05   | Styrian League (cấp độ 4) | thứ 2  |
| 2005–06   | Styrian League (cấp độ 4) | thứ 3  |
| 2006–07   | Styrian League (cấp độ 4) | thứ 2  |
| 2007–08   | Styrian League (cấp độ 4) | thứ 7  |
| 2008–09   | Styrian League (cấp độ 4) | thứ 1  |
| 2009–10   | 3. SNL - Đông             | thứ 9  |
| 2010–11   | 3. SNL - Đông             | thứ 12 |
| 2011–12   | 3. SNL - Đông             | thứ 5  |
| 2012–13   | 3. SNL - Đông             | thứ 12 |
| 2013–14   | Styrian League (cấp độ 4) | thứ 6  |
| 2014–15   | MNZ Celje (cấp độ 4)      | thứ 2  |
| 2015–16   | MNZ Celje (cấp độ 4)      | thứ 4  |
| 2016–17   | MNZ Celje (cấp độ 4)      | thứ 1  |
| 2017–18   | 3. SNL – Bắc              | thứ 6  |
| 2018–19   | 3. SNL – Bắc              | thứ 7  |

1. ↑  Did not obtain a licence for 3. SNL.
2. ↑  Styrian League discontinued. Transferred to MNZ Celje league.